# Josef Vašíček
Josef Vašíček (né le 12 septembre 1980 à Havlíčkův Brod en Tchécoslovaquie - mort le 7 septembre 2011 à Iaroslavl en Russie) est un joueur professionnel tchèque de hockey sur glace. Il évolue au poste d'attaquant.

## Biographie

### Ses débuts
Né le 12 septembre 1980 à Havlíčkův Brod en Tchécoslovaquie, il a été formé au HC Rebel Havlíčkův Brod en jouant avec les moins de dix-sept ans en 1995-1996 et inscrit cinquante points en trente-six matchs. La saison suivante, il poursuit sa carrière avec le HC Slavia Prague puis il va jouer avec l'équipe en tant que junior. Lors du repêchage d'entrée dans la Ligue nationale de hockey de 1998, Vašíček est choisi au quatrième tour, 91e joueur sélectionné, par les Hurricanes de la Caroline. La même année, les Greyhounds de Sault-Sainte-Marie de la Ligue de hockey de l'Ontario le repêchent au cours de la sélection européenne de la Ligue canadienne de hockey en dix-septième position.

### Carrière en club
Il passe professionnel en 2000 et découvre la LNH. Les Hurricanes remportent la Coupe Stanley 2006. Il a également porté les couleurs des Predators de Nashville et des Islanders de New York. En 2008, il signe au Lokomotiv Iaroslavl de la Ligue continentale de hockey. Le Lokomotiv s'incline en finale de la Coupe Gagarine contre l'Ak Bars Kazan.

### Carrière internationale
Il représente la République tchèque au niveau international. Il a participé aux Jeux olympiques de 2010 ainsi qu'à trois championnats du monde.(2003, 2005 champion et 20 09)

### Mort
Le 7 septembre 2011, il meurt dans l'accident de l'avion transportant le Lokomotiv Iaroslavl à destination de Minsk en Biélorussie. L'avion de ligne de type Yakovlev Yak-42 s'écrase peu après son décollage de l'aéroport Tounochna de Iaroslavl, faisant 44 morts parmi les 45 occupants. Le lendemain, son numéro 63 est retiré par l'équipe nationale de République tchèque.

## Trophées et honneurs personnels
- Ligue de hockey de l'Ontario
  - 1999 : nommé dans la troisième équipe d'étoiles.
- KHL
  - 2010 : participe avec l'équipe Jágr au deuxième Match des étoiles.
  - 2011 : participe avec l'équipe Ouest au troisième Match des étoiles.

## Statistiques

### En club
| Saison     | Équipe                           | Ligue         |     | Saison régulière | Saison régulière | Saison régulière | Saison régulière | Saison régulière |   | Séries éliminatoires | Séries éliminatoires | Séries éliminatoires | Séries éliminatoires | Séries éliminatoires |
| Saison     | Équipe                           | Ligue         | PJ  | B                | A                | Pts              | Pun              | PJ               | B | A                    | Pts                  | Pun                  |                      |                      |
| 1995-1996  | HC Rebel Havlíčkův Brod          | Extraliga U18 | 36  | 25               | 25               | 50               | -                | -                | - | -                    | -                    | -                    |                      |                      |
| 1996-1997  | HC Slavia Prague                 | Extraliga U18 | 37  | 20               | 40               | 60               | -                | -                | - | -                    | -                    | -                    |                      |                      |
| 1997-1998  | HC Slavia Prague                 | Extraliga U20 | 34  | 13               | 20               | 33               | -                | -                | - | -                    | -                    | -                    |                      |                      |
| 1998-1999  | Greyhounds de Sault-Sainte-Marie | LHO           | 66  | 21               | 35               | 56               | 30               | 5                | 3 | 0                    | 3                    | 10                   |                      |                      |
| 1999-2000  | Greyhounds de Sault-Sainte-Marie | LHO           | 54  | 26               | 46               | 72               | 49               | 17               | 5 | 15                   | 20                   | 8                    |                      |                      |
| 2000-2001  | Hurricanes de la Caroline        | LNH           | 76  | 8                | 13               | 21               | 53               | 6                | 2 | 0                    | 2                    | 0                    |                      |                      |
| 2000-2001  | Cyclones de Cincinnati           | LIH           | -   | -                | -                | -                | -                | 3                | 0 | 0                    | 0                    | 0                    |                      |                      |
| 2001-2002  | Hurricanes de la Caroline        | LNH           | 78  | 14               | 17               | 31               | 53               | 23               | 3 | 2                    | 5                    | 12                   |                      |                      |
| 2002-2003  | Hurricanes de la Caroline        | LNH           | 57  | 10               | 10               | 20               | 33               | -                | - | -                    | -                    | -                    |                      |                      |
| 2003-2004  | Hurricanes de la Caroline        | LNH           | 82  | 19               | 26               | 45               | 60               | -                | - | -                    | -                    | -                    |                      |                      |
| 2004-2005  | HC Slavia Prague                 | Extraliga     | 52  | 20               | 23               | 43               | 42               | 7                | 1 | 6                    | 7                    | 10                   |                      |                      |
| 2005-2006  | Hurricanes de la Caroline        | LNH           | 23  | 4                | 5                | 9                | 8                | 8                | 0 | 0                    | 0                    | 2                    |                      |                      |
| 2006-2007  | Predators de Nashville           | LNH           | 38  | 4                | 9                | 13               | 29               | -                | - | -                    | -                    | -                    |                      |                      |
| 2006-2007  | Hurricanes de la Caroline        | LNH           | 25  | 2                | 7                | 9                | 22               | -                | - | -                    | -                    | -                    |                      |                      |
| 2007-2008  | Islanders de New York            | LNH           | 81  | 16               | 19               | 35               | 53               | -                | - | -                    | -                    | -                    |                      |                      |
| 2008-2009  | Lokomotiv Iaroslavl              | KHL           | 56  | 12               | 22               | 34               | 81               | 19               | 5 | 10                   | 15                   | 20                   |                      |                      |
| 2009-2010  | Lokomotiv Iaroslavl              | KHL           | 56  | 21               | 27               | 48               | 54               | 17               | 6 | 7                    | 13                   | 26                   |                      |                      |
| 2010-2011  | Lokomotiv Iaroslavl              | KHL           | 54  | 24               | 31               | 55               | 34               | 18               | 7 | 15                   | 22                   | 16                   |                      |                      |
| Totaux LNH | Totaux LNH                       | Totaux LNH    | 460 | 77               | 106              | 183              | 311              | 37               | 5 | 2                    | 7                    | 14                   |                      |                      |

### Équipe de République tchèque
| Année | Équipe                   | Compétition                 |   | PJ | B | A | Pts | Pun                |  | Résultats |
| 1998  | Tchéquie moins de 18 ans | Championnat d'Europe junior | 6 | 2  | 4 | 6 | 4   | Quatrième place    |  |           |
| 2000  | Tchéquie junior          | Championnat du monde junior | 7 | 1  | 3 | 4 | 2   | Médaille d'or      |  |           |
| 2003  | Tchéquie                 | Championnat du monde        | 9 | 0  | 2 | 2 | 2   | Quatrième place    |  |           |
| 2004  | Tchéquie                 | Coupe du monde              | 1 | 0  | 0 | 0 | 0   | Médaille de bronze |  |           |
| 2005  | Tchéquie                 | Championnat du monde        | 8 | 1  | 1 | 2 | 4   | Médaille d'or      |  |           |
| 2009  | Tchéquie                 | Championnat du monde        | 6 | 1  | 2 | 3 | 6   | Sixième place      |  |           |
| 2010  | Tchéquie                 | Jeux olympiques             | 5 | 0  | 0 | 0 | 2   | Septième place     |  |           |